# Chhatrapati Shivaji Terminus
Chhatrapati Shivaji Terminus (marathi: छत्रपती शिवाजी टर्मिनस), skraćeno CST Mumbai ili Bombajska VT, ranije poznat kao Victoria Terminus, a prije toga i Kolodvor Bori Bunder, je povijesni željeznički kolodvor u Mumbaiju koja služi kao stože Indijske središnje željeznice, ali i Podzemne željeznice Mumbaija. Ona je jedna od najzaposlenijih u Indiji, a zbog originalne neogotičke arhitekture s indijskim tradicionalnim ukrasima koji nisu narušili njezinu funkcionalnost, upisana je na UNESCO-ov popis mjesta svjetske baštine u Aziji i Oceaniji 2004. godine.

## Povijest
Natječaj za izgradnju kolodvora je 1878. godine osvojio arhitekt Frederick William Stevens zbog akvarela primijenjenog umjetnika Axela Haiga, koji se inspirirao željezničkom postajom St Pancras u Londonu, ali i planovima G.G. Scotta za Bundestag u Berlinu
Kolodvor Victoria Termius, nazvan tako po britanskoj kraljici Viktoriji, otvoren je na njenu zlatnu godišnjicu 1887. godine i koštao je 260,000 £, više nego ijedna građevina u Bombaju do tada. Od tada je ovaj kolodvor postao središtem "Velike indijske poluotočke željeznice", poznat kao Bombajska VT.
God. 1996., indijski ministar željezničkog prometa, Suresh Kalmadi, je promijenio ime kolodvora u Chhatrapati Shivaji Terminus, po jednom od najvažnijih upravitelja Indije i osnivača Maratha Carstva iz 17. stoljeća.
Dana 26. kolovoza 2008. godine dvojica terorista su ušla u putničku dvoranu CST-a i otvorila vatru iz kalašnjikova i bacili ručne bombe na nenaoružane civile ubivši više od 50 ljudi.

## Odlike
Zgrada CST-a je primjer moderne arhitekture 19. stoljeća željeznih konstrukcija s inovativnim načinom gradnje i tehnološkim rješenjima, dok je izvana oblikovana i ukrašena u tradicionalnim stilovima. Iako je izvana oblikovana u europskom neogotičkom stilu, njezini ukrasi, poput rezbarija u drvetu, pločica, ukrasa od kovanog željeza i mjedi, te pregrada od kioska za karte i balustrade stubišta, su inspirirani tradicionalnim indijskim motivima i djelo su studenata lokalne umjetničke škole "Sir Jamsetjee Jeejebhoy". Građevina je izvanredan primjer miješanja dviju kultura, pri čemu je nastao tzv. "bombajski stil" koji je značajno utjecao na arhitekturu grada i šire.
Izvorno je glavna dvorana kolodvora bila oslikana zlatnim i crvenim bojama na plavoj pozadini sa zlatnim zvijezdama, a zidovi su bili obloženi keramičkim pločicama iz britanske tvornice Maw & Co. Izvana su postavljene skulpture simbolizirale trgovinu, poljoprivredu, inženjerstvo i znanost, dok figura na središnjoj kupoli simbolizira Napredak. Nakon osamostaljenja Indije s manje kupole uklonjena je skulptura kraljice Viktorije.
- CST 1898. godine
- CST 1907. godine
- Pročelje CST-a
- Vitraji na lučnim prozorima CST-a
- Platforma u podzemnoj postaji CST-a

## Poveznice
- Indijske planinske pruge
- Westminsterska palača

## Vanjske poveznice
- Chhatrapati Shivaji Terminus Mumbai
- Google Satellite Map of Mumbai CST (engl.)